# Tour dei British and Irish Lions 1971
Nel 1971 la selezione di rugby a 15 delle Isole Britanniche, chiamata all'epoca British Lions (in luogo dell'attuale denominazione di oggi di British and Irish Lions), effettuò un tour in Nuova Zelanda, che incluse anche un breve prologo con due incontri in Australia. Nonostante la sconfitta iniziale contro la selezione del Queensland, il tour ebbe un grande successo perché vide una vittoria contro i New Zealand Māori e due contro gli All Blacks. Capitano della squadra fu il gallese John Dawes e alla guida tecnica del team vi fu il suo connazionale Carwyn James.
Il successo del tour si fondò sulla lezione subìta nella spedizione di cinque anni prima, quando i Lions persero 4 incontri su 4 contro la Nuova Zelanda. L'ossatura del team vincente del 1971 fu quella del Galles che vinse il Cinque Nazioni di quell'anno realizzando il Grande Slam: la Nazionale gallese fornì il maggior numero di giocatori del tour.
Fu l'unico tour dei Lions a concludersi con una vittoria sugli All Blacks, risultato che, a posteriori, fu spiegato con una crescita di fiducia nelle proprie possibilità; nel 2003, infatti, il gallese Gerald Davies, parlando di quel tour, disse che «…crebbe la fiducia in noi stessi e iniziammo a credere nella possibilità di battere gli All Blacks».
I Lions vinsero il primo test-match contro la Nuova Zelanda a Dunedin per 9-3, grazie a due piazzati e una meta, contro un piazzato dei padroni di casa. Tale vittoria accrebbe la sicurezza dei Lions nei propri mezzi, e il secondo test-match a Christchurch li vide onorevolmente sconfitti per 22-12 (cinque mete a due per gli All Blacks); gli errori di tale incontro non furono ripetuti nel terzo, disputatosi a Wellington: i Lions concessero agli oceanici solo una meta (non trasformata), realizzandone (e trasformandole) a propria volta due. L'ultimo match di Auckland avrebbe potuto dare ai padroni di casa l'opportunità di pareggiare la serie, ma i Lions tennero benissimo il campo: parità perfetta alla fine del primo tempo (8-8, frutto di una meta trasformata e un piazzato per parte), continuata nel secondo tempo grazie a un piazzato britannico e una meta neozelandese; un drop del gallese J. P. R. Williams (l'unico della sua carriera internazionale) a pochi minuti dalla fine diede il vantaggio per 14-11 ai Lions e i neozelandesi non furono capaci di andare oltre il pareggio grazie a una meta non trasformata. Il risultato finale di 14-14 diede così ai Lions la vittoria per 2-1 nella serie.

## La squadra

### Tre quarti
- John Dawes (London Welsh - ) (captain)
- J.P.R. Williams (London Welsh - )
- Bob Hiller (Harlequins - )
- John Bevan (Cardiff - )
- Alastair Biggar (London Scottish - )
- Gerald Davies (London Welsh - )
- David Duckham (Coventry - )
- Arthur Lewis] (Ebbw Vale - )
- John Spencer (Headingley - )
- Chris Rea (West of Scotland - )
- Mike Gibson ((North of Ireland FC - )
- Barry John (Cardiff - )
- Gareth Edwards (Cardiff - )
- Ray Hopkins (Maesteg - )

- Chris Wardlow (Northampton - ) fu inizialmente convocato, ma dovette rinunciare per infortunio.

### Avanti
- Frank Laidlaw (Melrose - )
- John Pullin (Bristol - )
- I.McLauchlan (Jordanhill College - )
- Sandy Carmichael (West of Scotland - )
- S.Lynch (St Mary's College RFC - )
- Ray McLoughlin (Blackrock College RFC - )
- Brian 'Stack' Stevens (Harlequins - )
- Gordon Brown (West of Scotland - )
- Geoff Evans (London Welsh - )
- Willie John McBride (Ballymena - )
- Mike Roberts (London Welsh - )
- Delme Thomas (Llanelli - )
- Mike Hipwell (Terenure College RFC - )
- Rodger Arneil (Leicester - )
- Derek Quinnell (Llanelli)
- Fergus Slattery (University College Dublin RFC - )
- J.Taylor  (London Welsh - )
- M.Davies (London Welsh - )
- P. Dixon (Harlequins - )

## Risultati
| Brisbane 12 maggio 1971 | Queensland | 15 – 11 | British Lions |  |

| Sydney 15 maggio 1971 | Nuovo Galles del Sud | 12 – 14 | British Lions | Sydney Cricket Ground |

| Pukekohe 22 maggio 1971 | Counties-Thames Valley | 3 – 25 | British Lions |  |

| Wanganui 26 maggio 1971 | King Country Wanganui | 9 – 22 | British Lions |  |

| Hamilton 29 maggio 1971 | Waikato | 14 – 35 | British Lions |  |

| Auckland 2 giugno 1971 | New Zealand Māori | 12 – 23 | British Lions | Eden Park |

| Wellington 5 giugno 1971 | Wellington | 9 – 47 | British Lions | Athletic Park |

| Timaru 9 giugno 1971 | South Canterbury-North Otago | 6 – 25 | British Lions |  |

| Dunedin 12 giugno 1971 | Otago | 9 – 21 | British Lions | Carisbrook |

| Greymouth 16 giugno 1971 | West Coast Buller | 6 – 39 | British Lions |  |

| Christchurch 19 giugno 1971 | Canterbury | 3 – 14 | British Lions | Lancaster Park |

| Blenheim 22 giugno 1971 | Marlborough-Nelson | 12 – 31 | British Lions |  |

| Invercargill 30 giugno 1971 | Southland | 3 – 25 | British Lions |  |

| New Plymouth 3 luglio 1971 | Taranaki | 9 – 14 | British Lions XV | Rugby Park |

| Wellington 6 luglio 1971 | NZ Universitaria | 6 – 27 | British Lions | Athletic Park |

| Masterton 14 luglio 1971 | Waiparapa Bush | 6 – 27 | British Lions |  |

| Napier 17 giugno 1971 | Hawke's Bay | 6 – 25 | British Lions |  |

| Gisborne 21 luglio 1971 | East Coast - Poverty Bay | 12 – 18 | British Lions |  |

| Auckland 24 luglio 1971 | Auckland | 12 – 19 | British Lions | Eden Park |

| Palmerston North 4 agosto 1971 | Manawatu-Horowhenua | 6 – 39 | British Lions |  |

| Whangarei 7 agosto 1971 | North Auckland | 5 – 11 | British Lions |  |

| Tauranga 10 agosto 1971 | Bay of Plenty | 14 – 20 | British Lions |  |

### I test match
| Arbitro: | J.P.G. Pring |

|           |      |            |
|           | mt   | McLauchlan |
| McCormick | c.p. | John 2     |

| Arbitro: | J.P.G. Pring |

|                                         |      |             |
| Burgess 2, Going, Kirkpatrick, Williams | mt   | G. Davies 2 |
| Mains 2                                 | tr   |             |
| Mains                                   | c.p. | John        |
|                                         | drop | John        |

| Arbitro: | J. Pring |

|       |      |                 |
| Mains | mt   | G. Davies, John |
|       | tr   | John 2          |
|       | drop | John            |

| Arbitro: | J.P.G. Pring |

|                  |      |          |
| Cottrell, Lister | mt   | Dixon    |
| Mains 1          | tr   | John     |
| Mains 2          | c.p. | John 2   |
|                  | drop | Williams |